# یواس‌اس تورتاگا (ال‌اس‌دی-۴۶)
یواس‌اس تورتاگا (ال‌اس‌دی-۴۶) (به انگلیسی: USS Tortuga (LSD-46)) یک کشتی است که طول آن ۶۱۰ فوت (۱۹۰ متر) می‌باشد. این کشتی در سال ۱۹۸۸ ساخته شد.